# Marmelete
Marmelete é uma povoação portuguesa sede da Freguesia de Marmelete do Município de Monchique, freguesia com 147,67 km² de área e 698 habitantes (censo de 2021), tendo, por isso, uma densidade populacional de 4,7 hab./km², o que lhe permite ser classificada como uma Área de Baixa Densidade (portaria 1467-A/2001)..
Apesar de acidentada, é uma freguesia de boas águas e terra fértil.

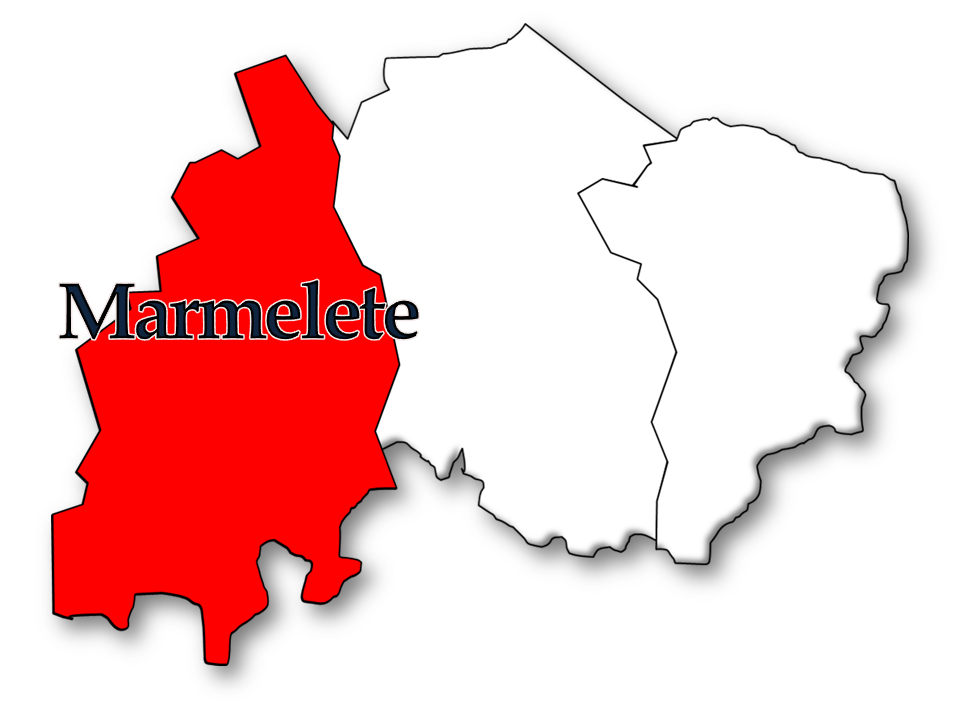
Localização da Freguesia de Marmelete no Município de Monchique

## Demografia
A população registada nos censos foi:
| Distribuição da População por Grupos Etários | Distribuição da População por Grupos Etários | Distribuição da População por Grupos Etários | Distribuição da População por Grupos Etários | Distribuição da População por Grupos Etários |
| -------------------------------------------- | -------------------------------------------- | -------------------------------------------- | -------------------------------------------- | -------------------------------------------- |
| Ano                                          | 0-14 Anos                                    | 15-24 Anos                                   | 25-64 Anos                                   | > 65 Anos                                    |
| 2001                                         | 102                                          | 102                                          | 522                                          | 361                                          |
| 2011                                         | 65                                           | 58                                           | 366                                          | 298                                          |
| 2021                                         | 60                                           | 38                                           | 322                                          | 278                                          |

## Património
- A Santinha
- Capela de Santo António
- Igreja Matriz de Marmelete
- Fonte Velha

## Personalidades ilustres
- Conde de Almarjão

## Atividades económicas
- Agricultura
- Apicultura
- Suinicultura

## Gastronomia
- Medronho
- Enchidos
- Mel

## Artesanato
- Medronho
- Cestaria
- Colher de pau

## Localidades
Além da sede, a Freguesia de Marmelete engloba as seguintes localidades:
- Abitureira
- Serro da Roupa
- Águas Belas
- Almarjão
- Almarjinhos
- Ameixeira
- Arroio
- Assumada
- Azenha
- Azenha do Espojeiro
- Barragem da Bravura
- Barranco da Cruz
- Baranco da Ribeira
- Barranco do Lobo
- Besteiro
- Besteirinho
- Bica
- Boavista
- Brandão
- Brejo
- Cai Logo
- Casa Velha
- Cotofo
- Cerquinha
- Cerquinho
- Chapada
- Córga da Murta
- Córgo do Vale
- Córgo do Giraldo
- Corte
- Corte Cibrão de Baixo
- Corte Cibrão de Cima
- Corte dos Coelhos
- Corte Longa
- Corte Pereiro
- Covão
- Enxameador
- Esmoitada
- Espigão
- Espojeiro
- Estrecadas
- Folga
- Fornalha
- Forno Velho
- Gordeiro
- Gralhos
- Guena
- Lavajo
- Malhada Velha
- Moinho do Passil
- Monte de Santo Antonio
- Padescas
- Passil
- Passil de Baixo
- Passil de Cima
- Pé do Frio de Cima
- Pé do Frio de Baixo
- Pegões
- Pisão
- Pomar
- Portela da Viúva
- Portela do Vale
- Portela dos Gralhos
- Povo de Baixo
- Povo de Cima
- Ribeira Brava
- Romeiras
- Rua Nova
- Selão
- Selão Branco
- Tojeiro
- Tremoçais
- Três Figos de Baixo
- Três Figos de Cima
- Vale Figueira
- Vale de Água
- Vale de Água de Cima
- Vale de Água de Baixo
- Vale da Junça
- Zanganilha
- Zebro
- Zebro de Baixo
- Zebro de Cima